# Mentzelia argillosa
Mentzelia argillosa är en brännreveväxtart som beskrevs av J. Darlington. Mentzelia argillosa ingår i släktet Mentzelia och familjen brännreveväxter. Inga underarter finns listade i Catalogue of Life.